# Folsom (Nouveau-Mexique)
Pour les articles homonymes, voir Folsom.
Folsom est un village de l'État américain du Nouveau-Mexique, situé dans le Comté d'Union. Selon le recensement de 2010, sa population est de 56 habitants.
Un site archéologique vieux de 12 500 ans y a été découvert .